# Franz-Fekete-Stadion
Franz-Fekete-Stadion (dawniej „Alpenstadion”) – stadion wielofunkcyjny w Kapfenberg, w Austrii. Na tym obiekcie swoje mecze rozgrywa klub Kapfenberger SV. Stadion może pomieścić 12 000 osób.
Franz Fekete był burmistrzem, zmarł w 2009 w wieku 87 lat.